# Phlebotomus celiae
Phlebotomus celiae är en tvåvingeart som beskrevs av David William Minter 1962. Phlebotomus celiae ingår i släktet Phlebotomus och familjen fjärilsmyggor.
Artens utbredningsområde är Kenya. Inga underarter finns listade i Catalogue of Life.